# Casa del Marqués (Puebla)
La Casa del Marqués o Palacio del Marqués de Monserrate, también conocida como Casa de las Diligencias, es un inmueble construido en el siglo XVI, ubicado en el centro histórico de la ciudad de Puebla, México y considerado uno de los edificios más importantes del primer cuadro de la ciudad. Recibe su nombre por haber sido residencia del poderoso aristócrata novohispano don Francisco Javier de Vasconcelos y Bravo de Lagunas, primer marqués de Monserrate, quien ostentó el primer título nobiliario otorgado en la ciudad de Puebla. Desde 1985 es sede de la Preparatoria Emiliano Zapata de la Benemérita Universidad Autónoma de Puebla.

## Historia
La casa fue residencia de numerosas personalidades locales de Puebla, tales como el sacerdote católico Melchor Márquez de Amarilla, canónigo de la Catedral de Puebla, hijo del conquistador español don Francisco Márquez de Amarilla.
En 1572, la casa fue ocupada por el doctor Juan Daza de Silva y su esposa María Pizarro, quienes daría el inmueble como parte de la dote matrimonial de su hija Magdalena, casada con el noble portugués dom Gaspar Gomes de Vasconcelos. La casa fue heredada al capitán Juan Gómez de Vasconcelos, casado con María López-Berrueco, descendiente la familia Márquez de Amarilla, cuya familia habitaba la Casa de los Cañones, y posteriormente, al hijo de ambos, el capitán Diego Antonio Gómez de Vasconcelos Berrueco. 
Posteriormente, la residencia llegó a manos de don Francisco Javier de Vasconcelos y Bravo de Lagunas, primer marqués de Montserrate y vizconde de la Manzanilla, quien tras su ingreso en el clero diocesano ostentó el deanato de la catedral, entre otros altos cargos civiles y religiosos. Durante la posesión por parte del marqués y sus descendientes, la propiedad fue conocida como Palacio del Marqués de Monserrate.
Siglos más tarde, la casa pasó a manos del coronel Eugenio González Maldonado y su familia, que la mantuvo hasta 1839. Entre 1839 y 1928, la casa se convirtió en una posada y hotel de diligencias, teniendo diversos propietarios. El 8 de noviembre de 1851, se recibió en la casa el primer telegrama de México, enviado desde la población de Nopalucan por el presidente electo Mariano Arista.
También se emitieron desde este inmueble los partes de guerra del general Ignacio Zaragoza al presidente Benito Juárez sobre la batalla del 5 de mayo de 1862, incluido el telegrama donde el general afirmó que «Las armas nacionales se han cubierto de gloria» al notificar de la victoria sobre el ejército francés.
En 1930, el doctor Juan N. Quintana adquirió la propiedad para instalar un sanatorio. Más tarde, la casa albergó a la Compañía de Tranvías Luz y Fuerza de Puebla, la Universidad Femenina de Puebla y el Instituto Washington.
En 1985, la Universidad Autónoma de Puebla compró el inmueble e instaló ahí la Preparatoria Emiliano Zapata el 11 de julio de dicho año.

## Arquitectura
El edificio de la casa cuenta con dos niveles. El patio es amplio, rodeado de arcadas en sus cuatro lados, al estilo de los conventos, con una fuente central. La fachada fue reformada en el siglo XIX, sin embargo, aún conserva la piedra tallada del siglo XVII.